# Wang Haoyu
Wang Haoyu (en chino: 王浩宇; Jiaozuo, 27 de julio de 2005) es un deportista chino que compite en natación, especialista en el estilo libre. Ganó tres medallas de oro en el Campeonato Mundial de Natación de 2024, en las pruebas de 4 × 100 m libre, 4 × 200 m libre y 4 × 100 m libre mixto.

## Palmarés internacional
| Campeonato Mundial | Campeonato Mundial | Campeonato Mundial | Campeonato Mundial    |
| Año                | Lugar              | Medalla            | Prueba                |
| ------------------ | ------------------ | ------------------ | --------------------- |
| 2024               | Doha (Catar)       | Medalla de oro     | 4 × 100 m libre       |
| 2024               | Doha (Catar)       | Medalla de oro     | 4 × 200 m libre       |
| 2024               | Doha (Catar)       | Medalla de oro     | 4 × 100 m libre mixto |